# بكسيف
بكسيف هو موقع ويب من نوع موقع تشاركي أنشئ في 10 سبتمبر 2007، الموقع ملك Crooc ‏، وهو متوفر باللغة اليابانية. أُطلق للمرة الأولى كإصدار بيتا في 10 سبتمبر عام 2007 بوساطة تاكاهيرو كاميناتي وتاكانوري كاتاغيري. يقع المقر الرئيسي لشركة بيكسف المتحدة في سينداغايا، شيبوايا، طوكيو، اليابان. اعتباراً من سبتمبر 2016، تضمن الموقع أكثر من 20 مليون عضو وأكثر من 43 مليون اشتراك، ويتلقى أكثر من 3.7 مليار مشاهدة لصفحاته شهرياً. يهدف بيكسف لتوفير مكان للفنانين كي يعرضوا رسوماتهم ويتلقوا ردود تقييمية عبر نظام تقييم وتعليقات المستخدمين. تُنظم الأعمال في هيكل وسوم واسعة النطاق تشكل العمود الفقري للموقع.

## التاريخ
بدأ الموقع كفكرة من المبرمج تاكاهيرو كاميناتي، وهو فنان بدوره ويُعرف باسم باكوستو على موقع الويب. أُطلق بيكسف في 10 سبتمبر 2007 كإصدار بيتا. حين تجاوز عدد المستخدمين 10.000 خلال 19 يوماً فقط، أصبح من الصعب على كاميناتي تشغيل بيكسف بمفرده، الأمر الذي قاده لتأسيس شركة كروك المتحدة في 1 أكتوبر عام 2007. خضع الموقع لتحديثات جذرية في 18 ديسمبر 2007 ليصبح شبيهاً بالنسخة الحالية اليوم. وفي حين أن اليابانية كانت اللغة الأصلية، كانت الصينية هي اللغة الإضافية الأولى التي تُوفَر نتيجة للميل المتزايد لتسجيلات العضوية من تايوان والصين؛ هناك أيضاً ميل متزايد لتسجيلات العضوية من الولايات المتحدة وكوريا الجنوبية. في 2009، عُينت النسخة الإنكليزية لتكون الأقل من حيث الأولوية، لكن تم إنشاؤها في أوائل 2011. تدويل الموقع استمر مع إضافة اللغات الفرنسية، الكورية، الروسية، والتاي. سيُأخذ بعين الاعتبار بلدان أوروبية محددة يأتي منها عدد كبير من الزيارات للموقع مثل ألمانيا وإيطاليا. تم تغيير اسم الشركة الإدارية كروك إلى بيكسف المتحدة في 1 نوفمبر 2008. الرئيس التنفيذي لبيكسف المتحدة هو تاكانوري كاتاغيري.

## الخصائص
العضوية المجانية مطلوبة كي تتمكن من تصفح الموقع. المبدأ الرئيسي لبيكسف هو السماح للفنانين بعرض أعمالهم، التي يستبعد منها معظم أشكال الصور الفوتوغرافية؛ ويمكن أيضاً عرض الكتابة الإبداعية على الموقع. يمكن للمستخدمين أن يشاركوا في شبكة تواصل اجتماعي حيث يمكن للواحد منهم أن يقيم المشاركات، ويترك تعليقاً على قطع فنية، ويغير الوسوم على أي مدخل. وبسبب مرونة الوسوم، يمكن للمستخدمين أن يرتجلوا أحداث المشاركة التي ينشئها المستخدم حيث يقوم المستخدمون برفع الأعمال الفنية المتعلقة بموضوع محدد مشترك. كل مستخدم لديه نظام لوحة بيانات شخصية حيث يمكن للمستخدمين الآخرين ترك رسائلهم. يمكن أيضاً الرد على الصورة بصورة أخرى، وتُعرف هذه الخاصية بالرد بصورة. يميز بيكسف نفسه عن نظيرة الغربي الجدير بالملاحظة «ديفيان آرت» كونه يسمح بنشر المواد الإباحية الصريحة على الموقع، وإن كان مع الأعضاء التناسلية الخاضعة للرقابة بما يتوافق مع قوانين الإباحية اليابانية. صور كهذه، وأنواع أخرى من الصور غير المناسبة للأطفال كصور زخرفة الغرتسك، تُفصل عن باقي المحتوى من خلال فلتر يمكن تشغيله أو إطفاؤه من الملف الشخصي للمستخدم. معظم المشاركات في الموقع عبارة عن إنمي أو مانغا أو فنون هواة ألعاب الفيديو، أو من فنون أصلية تشبه هذه الأشكال من الفن. سياسة الموقع العالمية تقتضي حماية خصوصية جميع مستخدمي بيكسف، والامتناع عن نشر أعمال الغير أو إعادة رسم أعمال الغير دون تصريح أو الإعلان لتبادل تجاري.

### الفعاليات الرسمية
تُعقد الفعاليات الرسمية بشكل دوري في بيكسف لجمع المشاركات في أحداث رسمية تدور حول موضوع مشترك اعتماداً على الفترة من السنة، تدور هذه الفعاليات حول الأعمال الفنية التي رفعها المستخدمون إلى الموقع. تُقام العديد من الفعاليات الموسمية خلال السنة، مثل تي-إنس في أيام العطل، الهالوين، عيد الميلاد، رؤوس السنة، ومهرجان التانابيتا. يُخصَص الموقع خلال فترة محددة من الزمن لهذه المشاركات الموسمية. وتُغيِّر أقسام من الموقع تصميم الشعارات أو نظام التقييم بالنجوم. فعلى سبيل المثال، يحل اليقطين محل النجوم في الهالوين. خلال وبعد فعالية مهرجان التانابيتا في منتصف عام 2008، تُقدم جوائز من قِبل منظمي الحدث ومن قِبل بيكسف نفسه للمشاركين الذين يثبتون أن فنهم شائع في المجتمع. إلى جانب الأحداث الموسمية، يمكن للجهات الراعية للفعالية أيضاً العمل مع بيكسف على فعاليات العلاقات العامة (بيه آر). يقيم بيكسف حدثاً يدعى «دودل 4 بيكسف» وهو حدث مستوحى من مسابقة «دودل 4 غوغل» من غوغل حيث يأخذ الأعضاء المشاركون شعار بيكسف ويقومون بتعديله بطريقة ما.

## الميزات

### الصفحة العليا
عندما تُعرض الصفحة العليا من بيكسف في حالة عدم تسجيل الدخول، يتم معاينة مجموعة عشوائية من المشاركات ذات التصنيف العالي في الموقع كصور مصغرة. تُعرض مجموعة من الوسوم للمشاركات المرفوعة مؤخراً في سحابة الوسوم تحت الرسومات. في حال تسجيل الدخول، يتم معاينة ستة من الرسومات والأحداث في الأعلى، ويُعرض العديد من الرسومات المصنفة كأعلى ثلاث رسومات، تتضمن وسوم «يومياً، شائع بين الرجال، مبتدئ، أصل الرسوم>> إضافة إلى تصنيف يومي للمشاركات المكتوبة. التصنيفات الأخرى التي ليست على الصفحة العليا تتضمن «أسبوعياً، شهريا، وشائع بين النساء.» يمكن عرض مجموعة عشوائية من الفنانين المفضلين لدى المستخدم، وربطها بصفحات المستخدم الخاصة به، تحت الملف الشخصي للمستخدم على اليسار. يتوفر رابطان للمستخدم لمراجعة التقييمات السابقة والتعليقات المطروحة على الصور. يتوفر أيضاً رابط للانتقال إلى الإصدار الخاص بالبالغين في الصفحة العليا إذا تم تفعيله.

### صفحات المستخدم
حين يُعطى المستخدم صفحة، يتم معاينة مشاركاته الثلاثة الأحدث كصور مصغرة، جنباً إلى جنب مع الصور المرجعية الأحدث، والردود الصورية الثلاث الأحدث للمستخدم التي رد بها على مشاركات مستخدم آخر. تتوفر مجموعة مختارة من الفنانين المفضلين لدى المستخدم، مع روابط لقوائم كاملة من الفنانين مقسمة بين «المستخدمين المفضلين» و«اختياراتي.» يتوفر لمحة شخصية قص قصير تحوي على معلومات تفصيلية للفنان مثل اللقب، الميلاد، الجنس، والموقع، إلى جانب مقدمة ذاتية قصيرة. يتوفر أيضاً ملف تعريف إضافي يوضح مساحة عمل الفنان الافتراضية الخاصة. كل فنان لديه صورة ملف شخصية تميزه، وتظهر أعلى اسم المستخدم على صفحة المستخدم الخاصة به. يحصل كل مستخدم على نظام لوحة بيانات خاصة به يمكّن المستخدم أو أي شخص آخر من كتابة تعليقات عليه بحد أقصى هو 140 حرفاً، ويتوفر فيه فقط أحدث 60 مدخلاً للعرض.

### المشاركات
يمكن للمستخدم أن يرفع عدد لامحدود من الصور، لكن ينبغي عليه الانتظار خمس دقائق بين كل مشاركة وأخرى. عند البحث عن مشاركات، سيظهر عدد المستخدمين الذين قاموا بوضع إشارة مرجعية لصورة معينة أسفل الصورة المصغرة بشكل «#مستخدمين» باللون الأزرق، وسيظهر أيضاً عدد المستخدمين الذي ردوا تحت الصورة المصغرة بشكل «#الردود» باللون الأحمر. إذا كانت الصورة المرفوعة أكبر من 600x600 بكسل، فستظهر كصورة بطول 600 بكسل على صفحة الصورة، والتي، عند النقر فوقها، ستفتح نافذة أو علامة تبويب متصفح جديدة تحتوي على الصورة الكاملة. يمكن للمستخدم تقييم كل مشاركة مرة واحدة كل 24 ساعة بمقياس من الرموز على شكل نجوم من واحد إلى عشرة (من الأقل إلى الأعلى) يتم نشر عدد المرات التي تم فيها تقييم الصورة، ومجموع التقييم، وعدد المرات التي شُوهدت الصورة فوق النجوم. يظهر ملخص مكتوب من قِبل الفنان فوق الصورة مع عنوانها.

### الوسوم
تعتبر الوسوم ميزة مهمة على بيكسف، إذ تجمع الصور في مجموعات سوية حسب الأفكار والمواضيع المشتركة. في حين أن عدد الوسوم المسموح لكل صورة هو عشرة، يمكن للفنان الذي نشر صورة محددة اختيار أي من الوسوم تكون مقفلة وأيها مفتوحة؛ إذ كان الوسم المحدد مفتوحاً، فعندها بإمكان أي مستخدم حذف أو تغيير الوسم. ومن الممكن أيضاً التبليغ عن وسوم مزعجة أو افترائية. يضم الموقع قسماً يحتوي على أكثر 5000 وسم استخداماً في بيكسف، مع الوسوم الأكثر استخداماً في رأس القائمة؛ الوسمين الأكثر شيوعاً هما «توهوي» و«أصلي» مع أكثر من مليون مشاركة لكل منهما. يحوي قسم آخر من الموقع قوائم بأسماء المستخدمين الذين لديهم صور بوسوم مشتركة. فعلى سبيل المثال، وسم «أصلي» هو الأكثر شيوعاً بين المستخدمين. هناك خيارات للبحث المتقدم عن الصور حسب الحجم ونسبة العرض إلى الارتفاع والأدوات المستخدمة.

### المفضلات
من الممكن وضع إشارة مرجعية على الصور المفضلة وإتاحتها للعرض بسهولة عبر صفحة مستخدم المستخدم. تُنظَم الإشارات المرجعية بوساطة الوسوم، ويمكن إضافة تعليق قصير على الصورة بوساطة الإشارة المرجعية. عدد الصور التي يمكن للمستخدم الإشارة إليها غير مقيد، ويتم وضع الصور في قوائم إما الأحدث أولاً أو من الأقدم أولاً. تكون الصورة التي أشار إليها مستخدم متوفرة للمستخدم الآخر كي يشاهدها. يمكن للمستخدم إضافة مستخدمين آخرين إلى قائمة «المستخدمين المفضلين» ويمكن لهذه القائمة أن تكون عامة أو خاصة. ويتم تنظيمهم في القائمة حسب الإضافة الأحدث. يمكن للمستخدم إضافة أصدقائه في «اختياراتي» (أو «ماي بيكسف») الذين يمكن عرضهم في قائمة مرتبة حسب الترتيب الذي انضم به الأعضاء إلى بيكسف بدءاً من أقرب وقت ممكن.

### المزيد
ميزة البحث على الموقع تمكّن المستخدم من البحث عن الصور عبر الوسوم أو عناوينها أو المخلص فوقها. تتوفر خاصية البحث العشوائي عن الوسوم، التي يستثنى منها الصور المخصصة للبالغين، إذ تُعرض أربعون صورة على هيئة صور مصغرة.
يمكن العثور على المستخدمين عبر ميزة بحث محدد تبحث عن التطابقات مع ملفات تعريف المستخدمين. من الممكن إرسال رسائل إلى المستخدمين الآخرين بحد أقصى يتراوح بين 10-10.000 حرف. يتوفر إصدار للهاتف المحمول للموقع يسمى «بيكسف موبايل» وهو عبارة عن نسخة مصغرة.

## وصلات خارجية
- الموقع الرسمي